# M1910 152mmカノン砲
M1910 152mmカノン砲（ロシア語: 152-мм осадная пушка образца 1910 года）とは、第一次世界大戦前の1910年にロシア帝国軍が採用した重カノン砲である。

## 開発と概要
M1910 152mmカノン砲は、M1904 152mmカノン砲の後継としてフランスのシュナイダー社が設計し、ロシアの152mmカノン砲としては初めて駐退機を搭載した。
当初はフランスで製造されていたが、後にはロシア帝国で生産が続けられた。ロシア革命後もロシア内戦において赤軍と白軍が運用した他、フィンランドやポーランドなどロシア帝国から独立した国も一部を接収しフィンランド内戦やポーランド・ソビエト戦争でも使用された。
1930年代に入ると小規模な改良を行ったM1910/30 152mmカノン砲が開発され、後にはM1931 122mmカノン砲用の新型砲架を利用したM1910/34 152mmカノン砲が登場し、1937年にはM1910系の究極の改良型であるML-20 152mm榴弾砲が開発された。

## スペック
- 口径：152.4mm
- 全長：m（牽引時）
- 全幅：m
- 重量：kg（射撃時）/kg（牽引時）
- 砲身長：mm（口径）
- 仰俯角：-°~+°
- 左右旋回角：°
- 運用要員：名
- 発射速度：発/分（最大）
- 射程：m
- 生産期間：年~年
- 生産総数：門